# Clorur d'estany(IV)
El clorur d'estany(IV), de fórmula SnCl₄ també conegut com a tetraclorur d'estany és un compost químic format pel catió estany (Sn4+) i per quatre anions de clor (Cl-). És un líquid corrosiu i incolor que s'evapora en contacte amb l'aire. És el producte de la reacció de l'àcid clorhídric amb l'estany.
El clorur d'estany (IV) fou utilitzat com a arma química durant la Primera Guerra Mundial i s'emprava com a gas irritant. Actualment s'utilitza en tintoreria.